# Szerelmem, Ramón
A Szerelmem, Ramón (eredeti cím: Enamorándome de Ramón) 2017-es mexikói telenovella, amelyet Doris Seguí alkotott. A főbb szerepekben José Ron, Esmeralda Pimentel, Marisol del Olmo, Nuria Bages és Marcelo Córdoba látható.
Mexikóban 2017. február 20-án a Las Estrellas, Magyarországon 2019. március 12-én a TV2 mutatta be.

## Cselekmény
Fabiola és Andrea meglepetés bulit szerveznek az Európából hazatérő szüleiknek. Összehívják az egész Medina családot, akik megdöbbenve veszik tudomásul, hogy soha nem érkeznek meg, mert a repülőgép, amelyen utaztak, balesetet szenvedett.
Sor kerül a végrendelet felolvasására, amelyben Juana, Medinaék dadája és szolgálója meglepő módon egy egymillió dolláros életbiztosítás kedvezményezettje. Ezt a pénzt mindenki el akarja venni tőle.
Tijuanában Ramón limuzinsofőrként dolgozik, és egy szolgálat során segít Sofíának, egy szökött menyasszonynak, egy nagyon veszélyes drogbáró lányának megszökni. A szökés során vonzalom alakul ki Sofia és Ramón között, aminek Sofia véget vet, mert fél, hogy apja gengszterei bántani fogják. Ramón úgy dönt, hogy visszatér Juanához, az anyjához, és szerelőként keres munkát, ami az igazi szakmája.
Fabiola elmegy dolgozni a család garázsába, hogy bebizonyítsa, hogy felelősségteljes. Antonio felveszi Ramónt, mert kiváló szerelő, Fabiola bosszúsága ellenére, aki azt hiszi, hogy azért tért vissza Tijuanából, hogy élvezze a Juana által kapott egymillió dollárt. Idővel Fabiola és Ramón egymásba szeretnek, függetlenül a társadalmi különbségektől, amelyek elválasztják őket.

## Szereplők
| Szereplő                                       | Színész               | Magyar hang         |
| ---------------------------------------------- | --------------------- | ------------------- |
| Ramón López Ortiz                              | José Ron              | Tóth Barnabás       |
| Fabiola Medina Fernández                       | Esmeralda Pimentel    | Sipos Eszter Anna   |
| Hortensia Requena Vda. de Medina               | Nuria Bages           | Frajt Edit          |
| Juana López Ortiz                              | Marisol del Olmo      | Horváth Lili        |
| Julio Medina Requena                           | Marcelo Córdoba       | Dévai Balázs        |
| Roxana Herrera Rubio de Fernández              | Luz Elena González    | Major Melinda       |
| Antonio Fernández Rivas                        | Arturo Carmona        | Galambos Péter      |
| Virginia Sotomayor de Medina                   | Lisset                | Pálfi Kata          |
| Pedro Lamadrid                                 | Carlos Bracho         | Szélyes Imre        |
| Porfirio Rodríguez                             | Alejandro Ibarra      | Kassai Károly       |
| Sofía Vázquez                                  | Fabiola Guajardo      | Andrusko Marcella   |
| Benito Suárez Solórzano                        | Pierre Angelo         | Holl Nándor         |
| Luisa Navarro León                             | Bárbara Torres        | Papadimitriu Athina |
| Andrea Medina Fernández                        | Claudia Martín        | Rudolf Szonja       |
| Jorge Medina Sotomayor / Jorge Ramírez Pascual | Pierre Louis          | Szalay Bence        |
| Fredesvinda Solórzano Carrillo Vda. de Suárez  | María Alicia Delgado  | Koltai Judit        |
| Emilia Gómez                                   | Rebeca Mankita        | Orosz Helga         |
| Margarita Medina Requena                       | Sachi Tamashiro       | Pataki Szilvia      |
| Francisco Santillán Bustamante                 | Gonzalo Peña          | Kékesi Gábor        |
| Raúl Grijalba Solórzano "Rulo"                 | Alfredo Gatica        | Fehér Tibor         |
| Dalia Flores Navarro                           | Ana Jimena Villanueva | Tornyi Ildikó       |
| Diego Fernández Herrera                        | Diego Escalona        | Sándor Barnabás     |
| Adalgisa                                       | Sugey Ábrego          | Mahó Andrea         |
| Valente Esparza                                | Alejandro Valencia    | Ágoston Péter       |
| Osvaldo Medina Sotomayor                       | Iván Amozurrutia      | Nikas Dániel        |
| Sara Soler                                     | Stephanie Bumelcrownd | Pánics Lilla        |
| Susana Wolf Gómez                              | Marlene Kalb          | Dobos Evelin        |
| Luis "Lucho"                                   | Jorge Ortín           | Törköly Levente     |
| Agustín Curiel                                 | Alejandro Peniche     | Posta Victor        |
| Alfonso "Poncho"                               | Alejandro Muela       | Vizi Dávid          |
| Salvador Mireles Arriaga "Chava"               | Solkin Ruz            | Bercsényi Péter     |
| Darío González                                 | José Luis Badalt      | Makray Gábor        |
| Catalina "Katy" Fernández Rivas de Medina      | Lupita Jones          | Mohácsi Nóra        |
| Santiago Iriarte                               | José Pablo Minor      | Petőcz András       |
| Delfino Rovira Sarmiento "Finito"              | Rodrigo Vidal         | Bodrogi Attila      |
| Güero                                          | Kevin Holt            | Szalay Csongor      |
| Jacinto                                        | Juan Alejandro Ávila  | Mészáros András     |
| Rebeca Montenegro                              | Flor Martino          | Kelemen Kata        |
| Edmundo Pastrana                               | Ricardo Fernández Rue | Hajnal János        |
| Anselma asszony                                | Beatriz Moreno        | Horváth Zsuzsa      |
| Dr. Linares                                    | Lenny Zundel          | Sótonyi Gábor       |
| Timoteo                                        | Eduardo Marban        | Kádár-Szabó Bence   |

## Évados áttekintés
| Évad | Évad | Epizód | Mexikói sugárzás  | Mexikói sugárzás | Mexikói adó | Magyar sugárzás   | Magyar sugárzás     | Magyar adó |
| Évad | Évad | Epizód | Évadpremier       | Évadfinálé       | Mexikói adó | Évadpremier       | Évadfinálé          | Magyar adó |
| ---- | ---- | ------ | ----------------- | ---------------- | ----------- | ----------------- | ------------------- | ---------- |
|      | 1    | 116    | 2017. február 20. | 2017. július 30. |             | 2019. március 12. | 2019. augusztus 30. |            |